# Тау-число
Тау-число ({\displaystyle \tau }-число, англ. refactorable number) — целое число {\displaystyle n}, делящееся на число своих делителей, или, выражаясь алгебраически, такое {\displaystyle n}, что {\displaystyle \tau (n)|n}. 
Первые несколько тау-чисел: 
1, 2, 8, 9, 12, 18, 24, 36, 40, 56, 60, 72, 80, 84, 88, 96.
Например, 18 имеет шесть делителей (1, 2, 3, 6, 9, 18) и делится на 6.
Тау-числа имеют асимптотическую плотность нуль. Никакие три последовательных целых числа не могут быть тау-числами Колтон доказал, что ни одно тау-число не является совершенным. Уравнение {\displaystyle (n,x)=\tau (n)} (где {\displaystyle (n,x)} — наибольший общий делитель {\displaystyle n} и {\displaystyle x}) имеет решение только в случае, если {\displaystyle n} — тау-число.
Остаются нерешёнными несколько проблем относительно тау-чисел:
- существуют ли сколь угодно большие {\displaystyle n}, для которых и {\displaystyle n}, и {\displaystyle n+1} являются тау-числами
- если существует тау-число {\displaystyle n_{0}\equiv a{\pmod {m}}}, следует ли из этого, что существует {\displaystyle n>n_{0}}, такое что {\displaystyle n} является тау-числом и {\displaystyle n\equiv a{\pmod {m}}}.

Тау-числа были впервые определены Кёртисом Купером и Робертом Кеннеди в 1990 году, установившими, что тау-числа имеют нулевую асимптотическую плотность. Позднее они были переоткрыты Саймоном Колтоном (Simon Colton) с помощью программы, которую он написал для изобретения и проверки различных определений в теории чисел и теории графов. Колтон назвал эти числа англ. refactorable. Хотя компьютерные программы и обнаруживали доказательства ранее, это был первый случай, когда программа нашла новую или ранее незамеченную идею. Колтон доказал много результатов о тау-числах, показав бесконечность их числа и несколько условий их распределения.